# Difenbachie

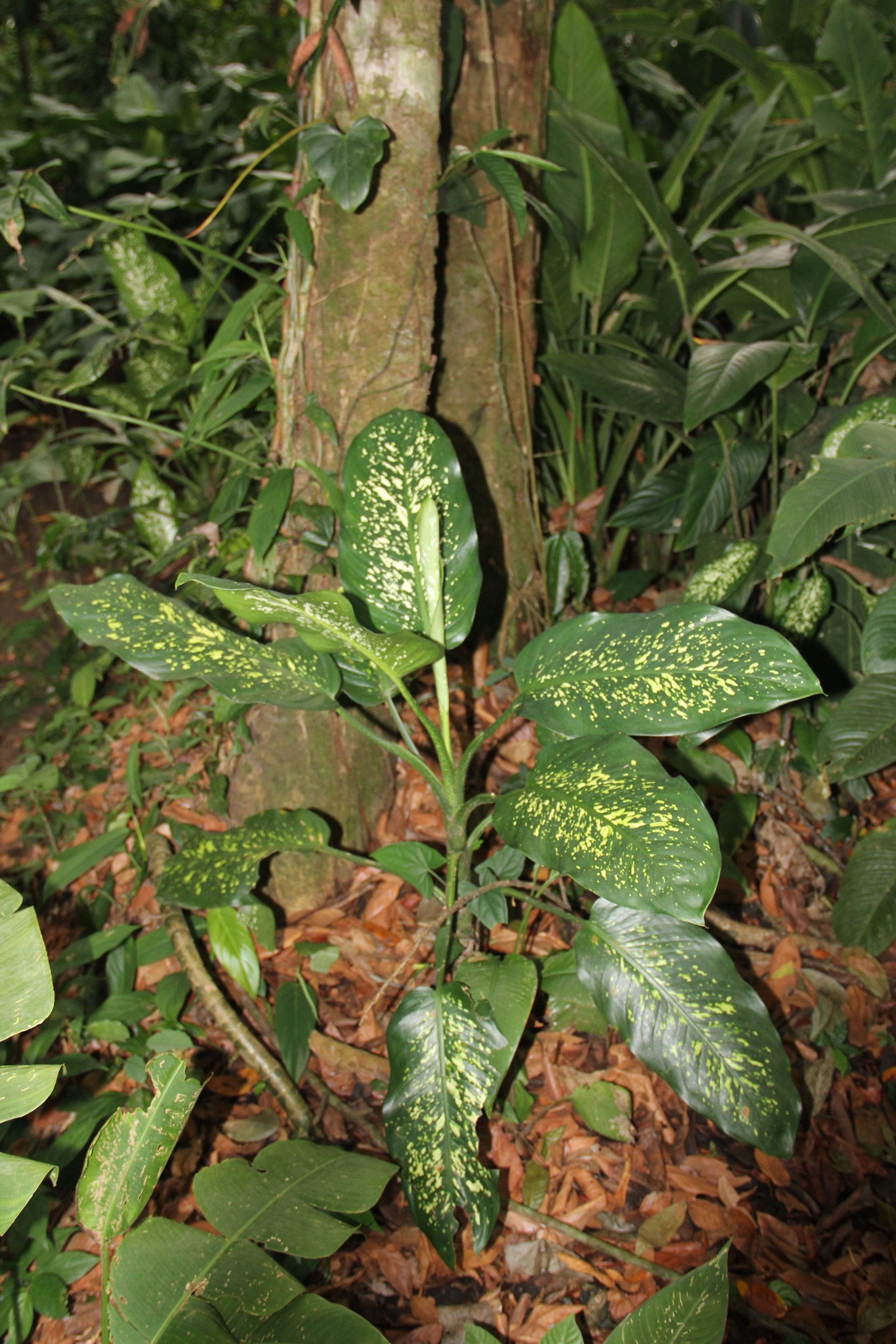
Dieffenbachia grayumiana v tropickém deštném lese

Difenbachie (Dieffenbachia) je rod rostlin z čeledi árónovité. Jsou to poměrně robustní byliny s přímým nebo vystoupavým stonkem a jednoduchými, střídavými, různým způsobem skvrnitými listy. Květy jsou uspořádány do palice obalené toulcem. Plodem jsou bobule. Rod zahrnuje asi 30 druhů a je rozšířen v tropické a subtropické Americe.
Difenbachie náležejí mezi oblíbené a velmi rozšířené pokojové rostliny s ozdobným listem. Nejčastěji se pěstují druhy difenbachie pestrá a difenbachie skvrnitá a jejich kříženci a kultivary. Rostliny jsou jedovaté a při požití či kontaktu se šťávou mají silně dráždivý účinek.

## Popis
Difenbachie jsou pozemní, vytrvalé, poměrně robustní byliny. Při naříznutí nebo jiném porušení roní mléčnou, ostrou šťávu a často nepříjemně, čpavě páchnou. Stonek je masivní, nevětvený, s jizvami po opadlých listech, zakončený olistěným vrcholem. Spodní bezlistá část bývá často poléhavá, vrcholová část roste zpravidla vzpřímeně. Čepele listů jsou podlouhlé až vejčité, často rozměrné, se žíhanou žilnatinou. Žilnatina je zpeřená, postranní žilky jdou obloukovitě k okraji čepele a nejsou spojeny sběrnou žilkou. Řapíky jsou dužnaté a poměrně dlouhé. Květenství jsou buď jednotlivá nebo ve skupinách až po 8, tvořená palicí obalenou poměrně štíhlým toulcem.
Květy jsou jednopohlavné, dobře ohraničené, samčí květy jsou v palici oddělené od samičích holou zónou.
Samčí květy obsahují 4 nebo 5 tyčinek srostlých do synandria. V samičích květech je laločnatý semeník srostlý ze 2 nebo 3 plodolistů a se stejným počtem komůrek, obklopený 4 nebo 5 staminodii delšími než pestík. Každý plodolist obsahuje jediné vajíčko. Blizna je přisedlá, bez čnělky. Plodem jsou žluté až červené bobule sdružené do palicovitého plodenství.

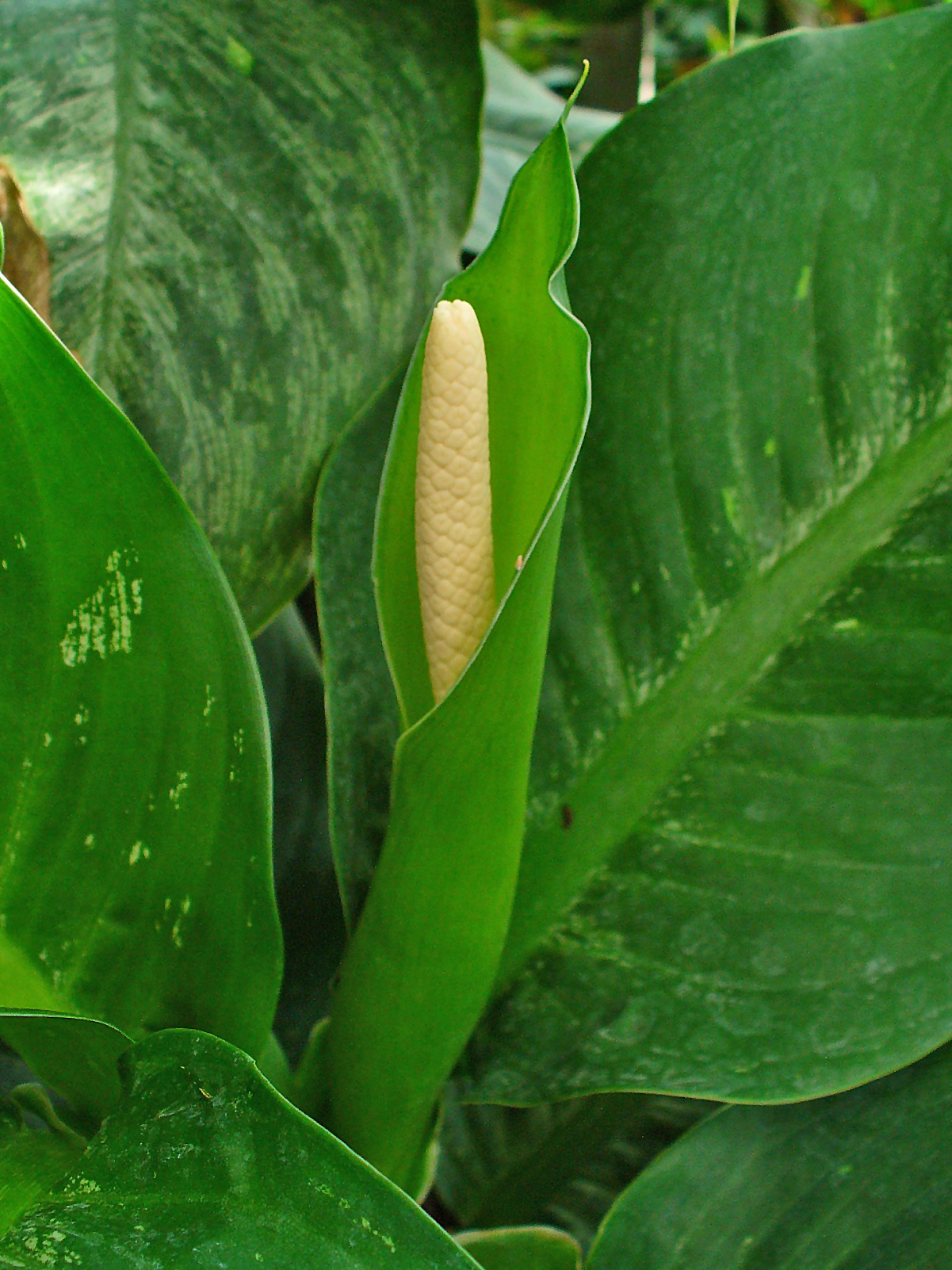
Květenství difenbachie pestré
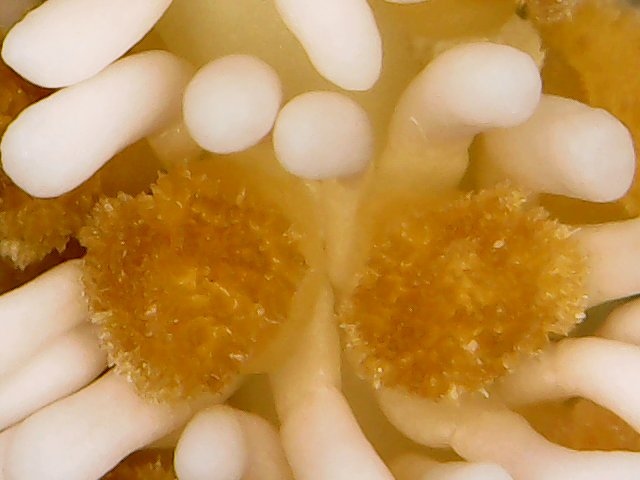
Detail samičích květů difenbachie s bílými staminodii
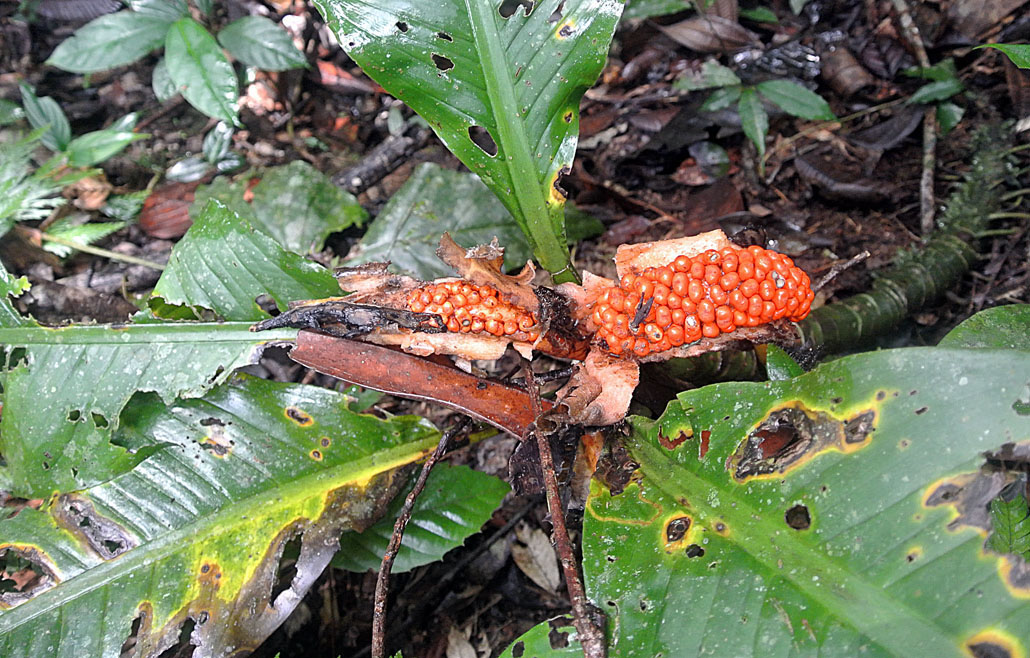
Plodenství D. harlingii

## Rozšíření
Do rodu difenbachie je řazeno asi 30 druhů. Je rozšířen v tropické a subtropické Americe od Mexika po jižní Brazílii a severní Argentinu a vyskytuje se i na některých Karibských ostrovech. Difenbachie rostou na světlejších místech ve vlhkých, převážně nížinných tropických deštných lesích, v bažinách a na březích vodních toků. V některých oblastech vytvářejí rozsáhlé, husté porosty.

## Ekologické interakce
Květy difenbachií jsou opylovány hmyzem. U druhu Dieffenbachia longispatha byli jako hlavní opylovači zjištěni vrubounovití brouci rodu Cyclocephala a Erioscelis.

## Jedovatost
Většina árónovitých rostlin obsahuje v pletivech jehlicovité krystaly (rafidy) šťavelanu vápenatého. Ty jsou sdruženy ve specializovaných buňkách (idioblastech), obsažených u difenbachií v pokožce i vnitřních tkáních listů i stonků. Difenbachie jsou vesměs jedovatější než ostatní árónovité a jsou jednou z nejčastějších příčin otrav pokojovými rostlinami u zvířat i u lidí. Při rozžvýkání části rostliny rychle dochází k intenzivnímu, silně bolestivému, zánětlivému otoku sliznic úst (stomatitida) a trávicího traktu. Bylo zjištěno, že rafidy šťavelanu do tkání zprostředkovávají vstup dalším obsaženým látkám bílkovinné povahy, jako jsou histaminy, proteolytické enzymy a prostaglandiny, které spouštějí zánětlivou reakci. Bolestivý otok sliznic v ústech se naštěstí dostavuje záhy po rozžvýkání rostliny a zpravidla odradí zvíře od další konzumace. Mezi hlavní příznaky otravy náleží silné slinění, poruchy příjmu potravy, zvracení a otoky, u lidí může dojít i k dočasné ztrátě hlasu. Některé příznaky mohou připomínat poleptání chemickými látkami. Prognóza bývá většinou příznivá, a to nehledě na silné slinění a zvracení. Otok úst odeznívá v průběhu několika dní. Při silném zánětu sliznice dutiny ústní je třeba nasadit protizánětlivé prostředky. Ve vážných případech přicházejí potíže s dýcháním vlivem silného otoku hrtanu a zvíře hyne zadušením. Kontakt se šťávou z rostliny může způsobit podráždění pokožky. Pokud se šťáva dostane do oka, způsobuje velmi silné pálení a slzení a může následovat vážný zánět spojivek či rohovky. Jako první pomoc při požití je doporučováno vypít roztok jedlé sody, lze jej také aplikovat zevně na podrážděnou pokožku.
Šťáva amazonského druhu Dieffenbachia paludicola způsobuje v kontaktu s kůží dočasně velmi silné svědění.

## Taxonomie a původ jména
Rod Dieffenbachia popsal v roce 1829 Heinrich Wilhelm Schott a pojmenoval jej na počest J. Dieffenbacha, což byl hlavní zahradník vídeňského zámku Schönbrunn, v němž byl H. W. Schott ředitelem. V současné taxonomii čeledi Araceae je rod Dieffenbachia řazen do podčeledi Aroideae a tribu Spathicarpeae.

## Zástupci
- difenbachie pestrá (Dieffenbachia seguine, syn. D. picta)
- difenbachie skvrnitá (Dieffenbachia maculata)

## Význam

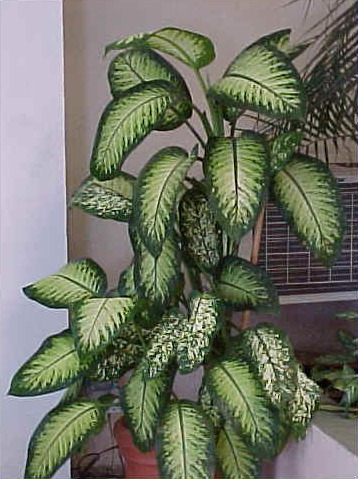
Difenbachie pestrá jako okrasná rostlina

Difenbachie jsou jedny z nejčastěji pěstovaných pokojových rostlin. Jsou relativně nenáročné a dobře snášejí bytové prostředí.
Mezi nejčastěji pěstované druhy náleží difenbachie pestrá a difenbachie skvrnitá, které také daly vzniknout celé řadě pěstovaných kříženců. Bylo vypěstováno množství různých kultivarů s všelijak kolorovanými listy. Mnohé tyto kultivary mají nejasný původ.
Indiáni na horním toku Amazonky přidávají difenbachii pestrou ke kurare na otrávené šípy. Domorodci v Karibiku žvýkají rostlinu k dosažení dočasné neplodnosti, která trvá až 48 hodin.

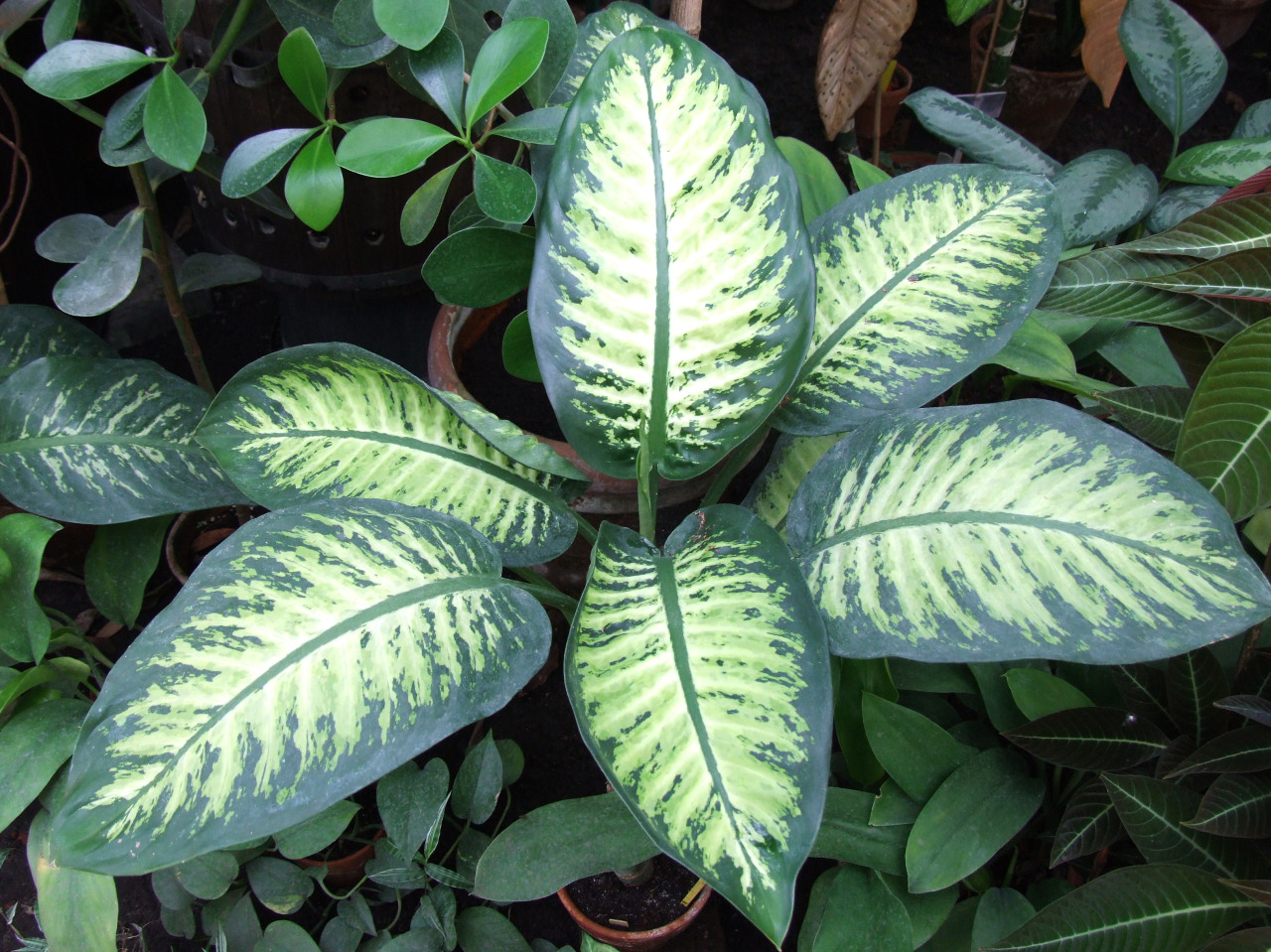
Kříženec D. × bausei
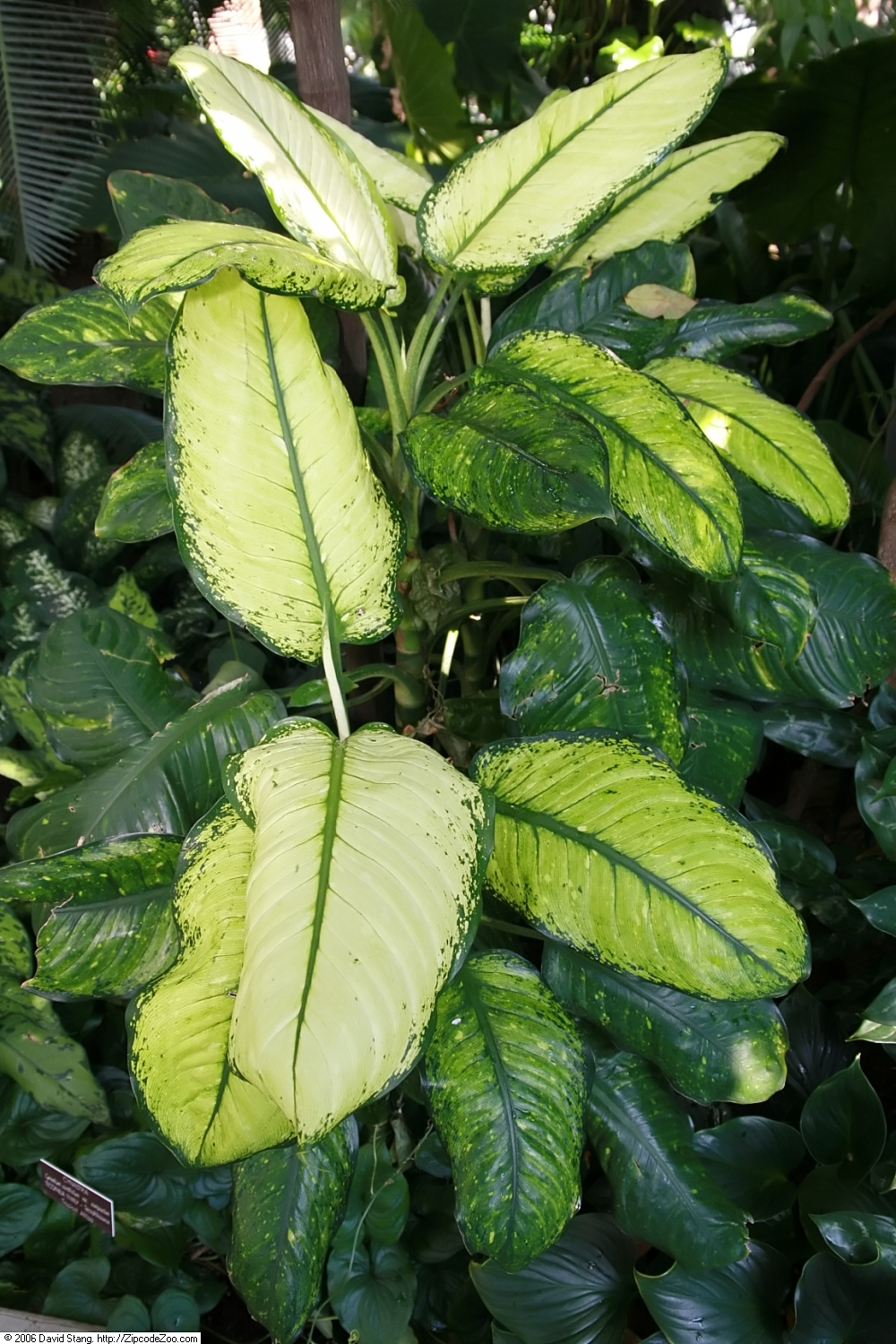
Difenbachie skvrnitá, kultivar 'Rudolph Roehrs'

## Pěstování
Difenbachie prospívají ve výživné, dobře propustné půdě a na světlém místě s rozptýleným světlem. Nejlépe rostou v teplém a vlhkém prostředí. Vyžadují střední zálivku, kterou je vhodné v chladné části roku poněkud omezit. Zimní teploty by neměly klesat pod 10 °C. Na příliš suchý vzduch nebo nedostatek vláhy reagují hnědnutím okrajů listů. Při fatálním nedostatku vláhy, příliš nízkých teplotách nebo kolísání teplot mohou listy i opadat. Pokud má rostlina příliš dlouhý, vyholený kmen, lze ji na jaře asi 10 cm nad zemí seříznout. Odřezanou část lze následně použít k řízkování.